# Волковысский детинец
Волковысский детинец — укреплённая центральная часть древнерусского Волковыска. Деревянный детинец располагался на возвышенности, ныне именуемой Шведской горой и находящейся на юго-восточной окраине Волковыска. Площадка детинца округлой формы диаметром около 50 м укреплена по периметру мощным оборонительным валом высотой до 7 м. От окольного города (Замчище) детинец был отрезан рвом.

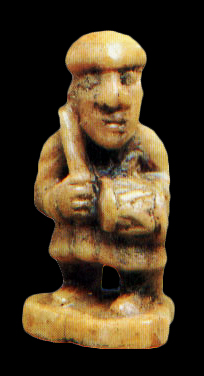
Барабанщик из Волковыска (находка)

Шведская гора неоднократно исследовалась археологами, среди которых были Ю. Иодковский, Г. П. Пех, В. Р. Тарасенко, П. А. Раппопорт, М. К. Каргер, Я. Г. Зверуго. Раскопки показали, что культурные напластования относятся к XI—XIV векам. На детинце валы были возведены одновременно с его заселением в XI веке. По археологическим данным, поселению на детинце предшествовало поселение на соседнем холме Муравельник, жизнь на котором началась в X веке, но прекратилась в XI в связи с развитием поселения на Шведской горе. В детинце обнаружены жилища двух типов — полуземлянки и наземные дома. Большинство находок относятся к расцвету древнего Волковыска во второй половине XII и первой половине XIII века. Найдено много предметов вооружения, высокохудожественных изделий, в том числе западноевропейских. Среди находок — свинцовая печать с изображением св. Симеона и процветшего креста по сторонам. Жизнь в детинце замирает на рубеже XIII—XVI веков, позже население уходит и из окольного города. Поселение перемещается на берега реки Волковыи, на своё теперешнее место.